# Deklination (Astronomie)

Die Kugelkoordinaten Rektaszension und Deklination auf der rotierenden Himmelskugel (in deren Innerem die Erde)

Die Deklination δ eines Himmelskörpers ist ein Maß für seinen Winkelabstand vom Himmelsäquator bzw. Himmelsnordpol (der näherungsweise durch den Polarstern markiert ist). In Richtung Norden wird die Deklination positiv gezählt, in Richtung Süd negativ. Dabei hat der Himmelsnordpol selbst die Deklination +90°, der Himmelsäquator die Deklination 0° und der Himmelssüdpol die Deklination −90°.
Zusammen mit der in der Ebene des Äquators gemessenen Rektaszension ist die Deklination eine der zwei Koordinaten des rotierenden Äquatorialen Koordinatensystems.